# Syed Munawar Hasan
Syed Munawar Hasan (Delhi, 5 agosto 1941 – Karachi, 26 giugno 2020) è stato un politico, sociologo e islamista pakistano.

## Biografia
Nato a Delhi, nell'allora India britannica, fu portato nel 1947 in Pakistan, formatosi quello stesso anno. 
Nel 1965 si laureò in Sociologia all'Università di Karachi, dove ottenne anche un master in Islamistica: era già entrato in politica, avendo aderito nel 1960 al partito islamico Jamiat-e-Talaba, di cui nel 1964 assunse la presidenza. Passò poi al Jamaat-e-Islami, nel quale ricoprì diversi ruoli. Ne fu presidente dal 2009 al 2014, anno in cui venne sconfitto in un'elezione interna da Siraj-ul-Haq.
Hasan è morto nel giugno del 2020 all'età di 78 anni, vittima del COVID-19.